# Óðinsdóttir
Óðinsdóttir ist ein weiblicher isländischer Name.

## Herkunft und Bedeutung
Der Name ist ein Patronym und bedeutet Óðinns Tochter. Die männliche Entsprechung ist Óðinsson (Óðinns Sohn).

## Namensträgerinnen
- Guðný Björk Óðinsdóttir (* 1988), isländische Fußballspielerin
- Tinna Óðinsdóttir (* 1994), isländische Turnerin und Sängerin